# Сяре, Карл
Карл (Янович) Сяре (эст. Karl Säre; 19 июня (2 июля) 1903, Юрьев — 14 марта 1945, Нойенгамме) — эстонский политик, в 1940—1944 — 1-й секретарь ЦК Компартии Эстонии.

## Биография
Из семьи работника пивоварни. С 1917 года — в коммунистическом движении, был одним из организаторов Союза коммунистической молодежи Эстонии.
В 1921 году уехал в Советскую Россию, учился на рабфаке, затем в Коммунистическом университете национальных меньшинств им. Мархлевского, который не окончил.
В дальнейшем — сотрудник разведки ОГПУ — НКВД.
В 1925—1927 годах — на работе в посольстве в Китае, подвергался аресту в 1927 году.
Член коммунистической партии Эстонии с 1927 года.
В 1928—1929 годах на нелегальной работе в Эстонии, участвовал в восстановлении и возобновлении деятельности нелегальной организации компартии (в подпольных кругах был известен как «Папа» и «Дядя».
Секретарь ЦК Эстонского коммунистического союза молодежи с 1928 года.
Затем работал в системе ОГПУ в РСФСР.
В 1933—1934 годах учился в Международной ленинской школе в Москве.
С 1934 по 1938 год на нелегальной работе в Дании, Великобритании, США, Канаде, Швеции.
С 1938 года в независимой Эстонии – сначала вернулся по амнистии, был выслан обратно, потом работал в подполье в Эстонии (на Хийумаа, потом в Пылва).
В Эстонию прибыл весной 1940 года, занимался подготовкой предстоящей аннексии (на выборах 1940 г., в связи с действовавшим тогда цензом оседлости, было объявлено, будто бы Сяре уже несколько лет подпольно находился в Эстонии).
12 сентября 1940 года вошёл в бюро ЦК Коммунистической партии Эстонии и был избран 1-м секретарём ЦК КПЭ.
На XVIII конференции ВКП(б) (февраль 1941 года) избран кандидатом в члены ЦК ВКП(б).
Депутат Верховного Совета СССР (1941).
В июле—августе 1941 — председатель Республиканского комитета обороны. Был оставлен в подполье для организации вооружённого сопротивления нацистским оккупантам.
Арестован оккупационными властями 3 сентября 1941 года, на допросах выдал известных ему подпольщиков.
В 1942 году был доставлен в Берлин, оттуда переправлен в концлагерь Заксенхаузен.
Последние сведения о нём получены в марте 1943 года из Копенгагена, где К. Сяре выступал в качестве обвиняемого на судебном процессе по делу об убийстве одного из руководителей КПЭ, П. Элтермана (убийство по распоряжению из Москвы).
Умер 14 марта 1945 в концентрационном лагере Нойенгамме.
На VIII пленуме ЦК КП(б) Эстонии 21-26 марта 1950 года был официально объявлен предателем.
До начала 1970-х годов имя Карла Сяре в советской печати не упоминалось.